# 帯広シティーケーブル
株式会社帯広シティーケーブル（おびひろシティーケーブル、通称OCTV）は、1985年（昭和60年）に開局した、北海道帯広市などをエリアとする十勝毎日新聞系列のケーブルテレビ局である。

## 概要
アナログテレビ向けの多チャンネル放送「OCTV同軸サービス」はテレビ28チャンネルとFMラジオ4チャンネル、デジタルテレビ向けの多チャンネル放送「OCTVひかりテレビ」はテレビ70チャンネルとFMラジオ4チャンネルの放送サービスを提供。自主放送チャンネルを1つ有し、グルメやレジャー情報など若年層をターゲットにしたバラエティ番組「がぶっと十勝」などのローカル情報番組を放送している。
2011年11月7日に十勝管内の一部地域で開局したテレビ北海道（TVh）の番組を、1989年10月の開局から再送信している。アナログ放送は、2007年9月までは札幌送信所からの電波を、自社の高性能アンテナで直接受信して再送信していた。 地上デジタル放送は古河電工や北海道総合通信網（Hotnet）、釧路ケーブルテレビ（KCTV）などの協力を得て、札幌市内の受信点から専用回線を使用して再送信しており、2007年10月の地デジ開始からは、アナログ放送もこちらに切り替えた。
通信事業も積極展開。1999年（平成11年）5月からCATV回線を使ったインターネット・プロバイダー事業、2003年（平成15年）4月からは民間の都市型CATV局として国内初となるFTTH（光ファイバーネットワーク）事業に着手している。
2011年7月24日の地上デジタル放送完全移行に伴い、アナログテレビ放送「OCTV同軸サービス」をデジタルテレビ放送「ひかりテレビ」にエリアを区切って順次切り替えている。
2011年7月1日から、地上アナログ放送でもステレオ放送で視聴できるようになった。アナログ放送については、同月24日正午をもってOCTV同軸ケーブル加入世帯向けの放送を終了したものの、OCTVひかりテレビ加入世帯は「デジアナ変換」により、2015年1月31日まで視聴可能
。ちなみに、TVhは地上アナログ放送エリアの対象外であり、「ひかりテレビ」に限り視聴可能である。

## 本社所在地
- 北海道帯広市東1条南8丁目2番地 勝毎ビル4階

## サービスエリア
- 帯広市（一部地域を除く）
- 河東郡音更町（一部地域を除く）
- 中川郡本別町（一部地域を除く）なお本別町には現在テレビ北海道の中継局が全道民放テレビで唯一設置されていないため、直接受信をする場合は帯広送信所か足寄中継局へ向けてアンテナを設置（受信する地域により高利得アンテナが必要な場合あり）するか、当ケーブルテレビでの再放送を受信する以外に直接受信をすることができない。

## 主な放送チャンネル

### テレビ局

#### 地上波
| デジタル | 放送局              |
| -------- | ------------------- |
| D011-013 | HBC北海道放送       |
| D021-023 | NHK帯広Eテレ        |
| D031-032 | NHK帯広総合         |
| D051-053 | STV札幌テレビ放送   |
| D061-063 | HTB北海道テレビ放送 |
| D071-073 | TVhテレビ北海道     |
| D081-082 | UHB北海道文化放送   |
| D101     | OCTVコミチャン      |
| D111     | OCTVコミチャン      |

#### BS・CS放送（CATV）
| デジタル  | 放送局                                  |
| --------- | --------------------------------------- |
| BS101     | NHK BS                                  |
| BS141-143 | BS日テレ                                |
| BS151-153 | BS朝日                                  |
| BS161-163 | BS-TBS                                  |
| BS171-173 | BSテレ東                                |
| BS181-183 | BSフジ                                  |
| BS191     | WOWOWプライム                           |
| BS192     | WOWOWライブ                             |
| BS193     | WOWOWシネマ                             |
| BS200     | BS10                                    |
| BS201     | BS10スターチャンネル                    |
| BS211     | BS11イレブン                            |
| BS222     | BS12トゥエルビ                          |
| BS231     | 放送大学テレビ                          |
| BS260     | J:COM BS                                |
| BS265     | BSよしもと                              |
| 4K101     | NHK BSプレミアム4K                      |
| 4K141     | BS日テレ 4K                             |
| 4K151     | BS朝日 4K                               |
| 4K161     | BS-TBS 4K                               |
| 4K171     | BSテレ東 4K                             |
| 4K181     | BSフジ 4K                               |
| 4K211     | ショップチャンネル 4K                   |
| 4K221     | 4K QVC                                  |
| C017      | ウェザーニュース                        |
| C210      | J SPORTS 3                              |
| C211      | スカイA                                 |
| C212      | GAORA                                   |
| C213      | J SPORTS 1                              |
| C214      | J SPORTS 2                              |
| C215      | J SPORTS 4                              |
| C217      | ゴルフネットワーク                      |
| C218      | 日テレジータス                          |
| C220      | ムービープラス                          |
| C221      | 日本映画専門チャンネル                  |
| C223      | V☆パラダイス                            |
| C225      | 東映チャンネル                          |
| C226      | 衛星劇場                                |
| C230      | ファミリー劇場                          |
| C233      | Dlife                                   |
| C234      | 時代劇専門チャンネル                    |
| C235      | 女性チャンネル♪LaLa TV                  |
| C238      | TBSチャンネル1                          |
| C240      | カートゥーン ネットワーク               |
| C241      | アニマックス                            |
| C242      | キッズステーション                      |
| C244      | アニメシアターX（AT-X）                 |
| C245      | テレ朝チャンネル1                       |
| C251      | 日経CNBC                                |
| C254      | TBS NEWS                                |
| C256      | ディスカバリーチャンネル                |
| C257      | BBCニュース                             |
| C258      | テレ朝チャンネル2                       |
| C259      | ナショナル ジオグラフィック             |
| C261      | MUSIC ON! TV（エムオン!）               |
| C262      | スペースシャワーTV                      |
| C264      | 歌謡ポップスチャンネル                  |
| C270      | 囲碁・将棋チャンネル                    |
| C271      | ショップチャンネル                      |
| C272      | QVC                                     |
| C276      | 釣りビジョン                            |
| C277      | 旅チャンネル                            |
| C280      | MONDO TV                                |
| C281      | フジテレビTWO ドラマ・アニメ            |
| C282      | フジテレビONE スポーツ・バラエティ      |
| C283      | ザ・シネマ                              |
| C284      | 日テレプラス ドラマ・アニメ・音楽ライブ |
| C285      | グリーンチャンネル                      |
| C286      | グリーンチャンネル2                     |
| C292      | レインボーチャンネル                    |
| C293      | ミッドナイト・ブルー                    |

- 地上・BS・CSデジタル放送は「ひかりテレビ」エリアのみ提供。
- CSデジタル放送はi-HITSを使用。480i・4:3画質の放送を行っている（ただし、一部のチャンネルで16:9標準画質放送）。
- CSデジタル放送は現在HD放送を行っていない。
- 2011年6月限りでキッズステーション・日本映画専門チャンネルのアナログ放送を終了した。
- BSデジタル放送は信号変換（トラモジ方式）で送信しているため、TwellVまで視聴出来る（ただしWOWOWは3チャンネル視聴可）。

### ラジオ局
| MHz  | 放送局        |
| ---- | ------------- |
| 77.0 | FM-JAGA       |
| 80.0 | FM NORTH WAVE |
| 81.0 | AIR-G'        |
| 83.0 | NHK帯広FM     |

- ライバル局とされるFM WINGの再送信は行っていない。

## 出来事など
- 2014年の帯広市の成人式で、新成人の男性10数人が壇上に上り、米沢則寿市長の目前で大声を上げるなどして式典を妨害した。関わっていた新成人らは反省文を提出したため、市は告訴しないことにしていた。帯広シティーケーブルは、式典妨害の様子を写した映像を、報道目的で録画していたが、北海道釧路方面帯広警察署は、映像を、捜査に必要であるとして押収した[8]。